# Karet
Le karet (hébreu : כָּרֵת « retranchement ») est un châtiment de nature incertaine mentionné dans la Bible hébraïque, compris dans la pensée rabbinique comme une disparition physique et spirituelle dans le monde présent et à venir. Il est infligé pour trente-six types de faute énumérées dans le traité Keritot qui discute aussi des éventualités de rédemption.